# グーディッシュ
株式会社グーディッシュは、かつて存在した日本の不動産会社である。首都圏を中心に「グーディッシュマンション」シリーズを展開していた。
扶桑レクセル営業部長、ダイナシティの常務取締役営業本部長を歴任した堤龍司が設立。

## 概要
- 設立： 2002年2月22日
- 代表者： 堤龍司
- 資本金： 1億円
- 本社： 東京都中央区日本橋小網町10-7-4F
- 2011年6月に東京地裁より破産手続き開始決定を受けた[1]。

- 2012年７月30日、破産手続の費用を支弁するのに不足のため、破産手続を廃止[2]。